# Țigănești (okręg Gałacz)
Țigănești – wieś w Rumunii, w okręgu Gałacz, w gminie Munteni. W 2011 roku liczyła 926 mieszkańców.